# دانيال دبليو. بيرك
دانيال دبليو. بيرك (بالإنجليزية: Daniel W. Burke)‏ هو عسكري أمريكي، ولد في 22 أبريل 1841 في نيو هيفن في الولايات المتحدة، وتوفي في 29 مايو 1911 في بورتلاند في الولايات المتحدة.